# Denops
Denops — род жесткокрылых насекомых семейства пестряков.

## Описание
Голова очень большая. Надкрылья оставляют неприкрытым конец брюшка. Коготки с внутренней стороны с двумя зубцами.

## Систематика
В составе рода:
- Denops albofasciatus (Charpentier, 1825)
- Denops canariensis Palm, 1978